# A・cappellers
A・cappellers（ア・カッペラーズ）は福岡県出身のアカペラ音楽グループである。2001年結成。2003年フォーライフミュージックエンタテイメントよりメジャー・デビュー。現在は実質上、休止状態である。
2012年、中島亮と岩崎タイチがヴォーカルユニット「PaPa-Rhythm&Co.（パパリズム）」を結成。福岡を中心にライブ活動中。
2017年 3月 再結成。

## メンバー
- 中島亮　福岡県八女市出身。
- 黒木亮　福岡県福岡市出身。
- 岩崎タイチ　福岡県福岡市出身。
- 竹田昌史　熊本県熊本市出身。
- 柴田峰志　福岡県福岡市出身。

## ディスコグラフィー

### シングル
1. Can't Stop Lovin'You（2003年6月4日）オリコン29位
  1. Can't Stop Lovin' You[4:11]
作詞・作曲：馬場俊英
編曲：Sin
  2. いつだって どこだって[4:43]
作詞・作曲：馬場俊英
編曲：Sin
  3. Can't Stop Lovin' You (Instrumental)[4:11]
  4. いつだって どこだって (Instrumental)[4:41]
2. 口笛の鳴る丘（2003年9月3日）オリコン58位
  1. 口笛の鳴る丘[4:48]
作詞・作曲：馬場俊英
編曲：馬場俊英・渡辺剛・ア・カッペラーズ
  2. 夜風のセレナーデ[5:22]
作詞・作曲：馬場俊英
編曲：馬場俊英・A・cappellers
  3. 口笛の鳴る丘 (Instrumental)[4:50]
  4. 夜風のセレナーデ (Instrumental)[5:22]
3. Words of Love（2004年1月14日）オリコン47位
  1. Words of Love[4:48]
作詞：馬場俊英／作曲：BOUNCEBACK
編曲：BOUNCEBACK・A・cappellers
COUNT DOWN TV2004年1月度オープニングテーマ
  2. Can't Stop Lovin' You ～Winter version～[4:34]
  3. Words of Love [Instrumental][4:48]
  4. Can't Stop Lovin' You ～Winter version～ [Instrumental][4:32]
  5. (エンハンスド)A・cappellers 1st～2nd Sgプロモーションビデオ メイキング&オフショット映像
4. 花水木（2004年3月24日）オリコン48位
  1. 花水木[6:17]
作詞・作曲・槇原敬之／編曲：小倉博和
槇原敬之のカバー。
世界ウルルン滞在記エンディングテーマ
  2. Words of Love (LAVA-Final Bossa D801 remix)[4:54]
  3. 1st Album 「Steppin'Out」 ダイジェスト[4:22]
  4. on your mark (KURO's Lead Vocal) ＜Special Track＞[4:06]
作詞：黒木亮・馬場俊英
作曲・編曲：MELON PARK
  5. 花水木 (Less Vocal)[6:16]

### アルバム
1. Perfect!（2002年12月4日）オリコン19位
  1. 大都会[2:19]
  2. 真夏の果実[2:49]
  3. PERFECT[2:54]
  4. 川の流れのように／I BELIEVE I CAN FLY[3:03]
  5. WON'T BE LONG[3:42]
2. Steppin' Out（2004年5月26日）
  1. overture[0:27]
作曲・編曲：A・cappellers
  2. Words of Love[4:45]
作詞：馬場俊英
作曲・編曲：BOUNCEBACK
  3. いつだって どこだって ～album version～[4:38]
作詞・作曲：馬場俊英
編曲：Sin
  4. 陽だまりウォーク[4:09]
作詞・作曲：馬場俊英
編曲：馬場俊英・渡辺剛
  5. 花水木[6:16]
作詞・作曲：槇原敬之
編曲：小倉博和
  6. Love Light[2:18]
作詞・作曲：馬場俊英
編曲：馬場俊英・A・cappellers
  7. 夜風のセレナーデ[5:20]
作詞・作曲・編曲：馬場俊英
  8. Can't Stop Lovin' You ～album version～[4:11]
作詞・作曲：馬場俊英
編曲：Sin
  9. So In Love[0:58]
作詞・作曲：馬場俊英
編曲：馬場俊英・A・cappellers
  10. 口笛の鳴る丘[4:49]
作詞・作曲：馬場俊英
編曲：馬場俊英・渡辺剛
  11. You are my treasure[5:02]
作詞・作曲・編曲：BOUNCEBACK
  12. 君に会いたい[4:32]
作詞・作曲・編曲：馬場俊英
  13. 明日のニュース[4:51]
作詞・作曲：馬場俊英
編曲：馬場俊英・渡辺剛
  14. 花水木 ～acappella version～ (DEMO TRACK) ＜BONUS TRACK＞[6:08]
作詞・作曲：槇原敬之
編曲：A・cappellers

### DVD
1. Steppin' Out EXCLUSIVE（2004年5月26日）オリコン96位
  1. 花水
  2. Words of Love
  3. 口笛の鳴る丘
  4. Can't Stop Lovin'You
  5. 花水木 live scene (piano version)＜BONUS TRACK＞
  6. 花水木 making and off shot with [takashi no heya]
  7. Words of Love making and off shot
  8. All TV Spots
  9. 口笛の鳴る丘 acappella version
  10. photo edition

### その他
- Hey ANIKI!（2004年4月28日）
  - 7.Don't Cry My Love